# 𐞌
Cette page contient des caractères spéciaux ou non latins. S’ils s’affichent mal (▯, ?, etc.), consultez la page d’aide Unicode.
𐞌, appelée d crocheté en exposant, d crocheté supérieur ou lettre modificative d crocheté, est un symbole phonétique de certaines variantes de l’alphabet phonétique international. Il est formé de la lettre d crocheté ‹ ɗ › mise en exposant.

## Utilisation
Dans certaines transcriptions de l’alphabet phonétique international (API), ‹ 𐞌 › peut être utilisé pour indiquer l’articulation occlusive alvéolaire injective, par exemple [ɗᶾ], ou alternativement [𐞌ʒ], pour noter une consonne occlusive injective post-alvéolaire voisée [ɗ͡ʒ] parfois plutôt indentifié comme une consonne occlusive injective palatale voisée [ʄ] dans certaines langues comme le jur mödö.

## Représentations informatiques
La lettre modificative d crocheté peut être représenté avec les caractères Unicode suivants (Latin étendu – F) :
| formes       | représentations | chaînes de caractères | points de code | descriptions                             | note                            |
| ------------ | --------------- | --------------------- | -------------- | ---------------------------------------- | ------------------------------- |
| modificative | 𐞌               | 𐞌                     | U+1078C        | lettre modificative minuscule d crocheté | codé pour le symbole phonétique |